# Freddy Charlier

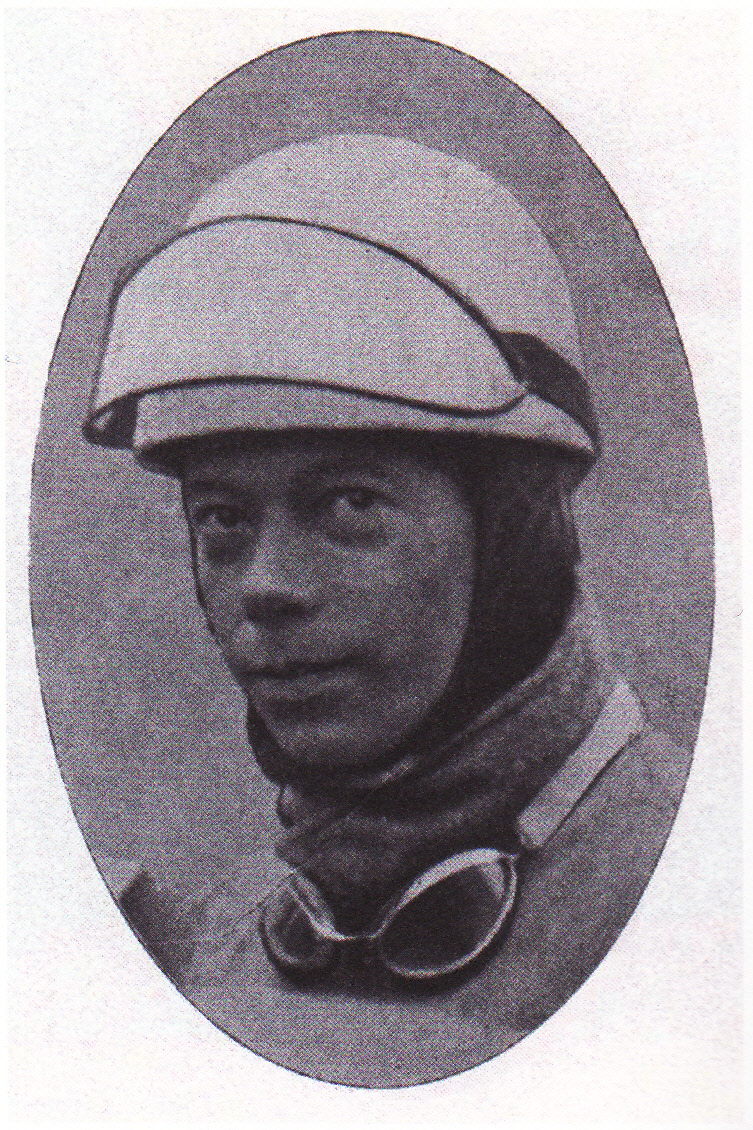
Freddy Charlier, etwa 1925

Frédéric Charles Joseph François „Freddy“ Charlier (* 24. Juni 1890 in Brüssel; † 7. Juli 1929 in Stavelot) war ein belgischer Eishockeyspieler und Automobilrennfahrer.

## Karriere

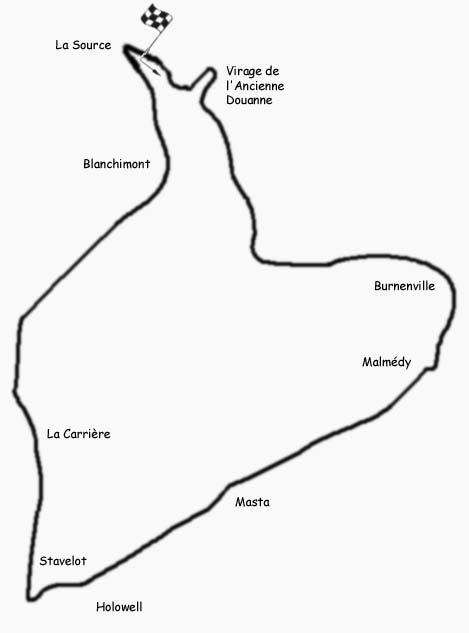
Der Circuit de Spa-Francorchamps in der 1929 befahrenen Version: der Unfall ereignete sich auf der Passage zwischen Malmedy und Masta.

Freddy Charlier entstammte einer reichen Brüsseler Familie und war zu Beginn seiner sportlichen Laufbahn im Eishockey aktiv. Er war Flügelspieler bzw. Halfback/Rover und galt als Individualist. Im Herrenbereich spielte Charlier für den 1909 gegründeten Brussels IHSC und nahm mit dem Klub beispielsweise am Internationalen Eishockeyturnier 1909 in Berlin teil, bei dem das Team nach der Finalniederlage gegen den Akademischen SC 1906 Dresden den zweiten Platz belegte. 1912 und 1913 gewann er mit dem Brussels IHSC die Belgische Eishockey-Meisterschaft. Außerdem war Charlier ein Schlüsselspieler der belgischen Nationalmannschaft und nahm 1910, 1911, 1913 und 1914 an Eishockey-Europameisterschaften teil. Bestes Resultat hierbei war der Titelgewinn 1913.
Während des Ersten Weltkrieges diente er als Fahrer.
In den 1920er-Jahren war Charlier als Herrenfahrer im Automobilsport aktiv. 1924 startete er beim 24-Stunden-Rennen von Spa-Francorchamps sowie bei der Coupe Georges Boillot auf Ballot und fiel bei beiden Rennen aus. 1925 errang er auf Excelsior Rang drei beim Rennen Circuit des Routes Pavées, das bei Pont-à-Marcq stattfand. 1927 und 1929 gewann Charlier auf Bugatti das Rennen Circuit de Thuin in Charleroi. Außerdem feierte er 1928 auf Bugatti T35T bzw. Bugatti T35B vier Siege bei Bergrennen in Belgien und Frankreich.
In der zweiten Hälfte der 1920er-Jahre trat Freddy Charlier bei zahlreichen weiteren nationalen und internationalen Rennen an – u. a. bei den 24-Stunden-Rennen von Spa-Francorchamps 1926 und 1927 sowie beim Großen Preis von Deutschland 1928 auf dem Nürburgring –, fiel dabei allerdings jeweils aus.

### Tödlicher Unfall
Freddy Charlier verunglückte beim 24-Stunden-Rennen von Spa-Francorchamps 1929 tödlich. In der Frühphase des Rennens musste Charlier mit seinem Bugatti T43 nach einer Kollision mit einem Konkurrenten die Box ansteuern. Nach einem längeren Reparaturstopp ging er wieder ins Rennen. In der zweiten Rennstunde verlor er im Bereich des Ausgangs der Malmedy-S-Kurve auf die Masta-Gerade die Kontrolle über seinen Bugatti. Der Wagen kam von der Strecke ab, überschlug sich und prallte gegen einen Baum. Charlier war auf der Stelle tot.
Wenige Minuten später verlor Baron Kervijn de Lettenhove beim Passieren der Unfallstelle die Kontrolle über seinen Minerva, fuhr in eine Gruppe Gendarmen und verletzte dabei einen von ihnen tödlich.
An der Unfallstelle wurde ein Gedenkstein errichtet. Die S-Kurve bei Malmedy war außerdem nach dem Unglück einige Jahre lang als Virage Charlier bekannt.

## Statistik

### 24-St-Spa-Ergebnisse
| Jahr | Team                              | Fahrzeug               | Teamkollege     | Platzierung | Ausfallgrund     |
| ---- | --------------------------------- | ---------------------- | --------------- | ----------- | ---------------- |
| 1924 | Établissements Ballot             | Ballot                 | René de Buck    | Ausfall     | Unfall           |
| 1925 | Établissements Ballot             | Ballot                 | Arthur Duray    | Ausfall     | unbekannt        |
| 1926 | Établissements Ballot             | Ballot                 | René de Buck    | Ausfall     | unbekannt        |
| 1927 | Société des Automobiles Excelsior | Excelsior Adex C Sport | Thoua           | Ausfall     | Unfall           |
| 1928 | Automobiles Bugatti               | Bugatti T43            | Joseph Reinartz | Ausfall     | Motorschaden     |
| 1929 | Automobiles Bugatti               | Bugatti T43            |                 | Ausfall     | tödlicher Unfall |